# Луїджі Бузідоні
Луїджі Бузідоні (італ. Luigi Busidoni, 21 жовтня 1911, Пула — ?, Ночера-Інферіоре) — італійський футболіст, що грав на позиції нападника. По завершенні ігрової кар'єри — тренер.
Виступав, зокрема, за клуби «Трієстіна», «Ювентус» і «Венеція». 

## Ігрова кар'єра
У дорослому футболі дебютував 1930 року виступами за команду «Есперія», в якій провів один сезон. Згодом один сезон провів у команді Серії В «Спеція». 
Своєю грою за останню команду знову привернув увагу представників тренерського штабу клубу «Трієстина», що виступала у Серії А. Перші два сезони в новому клубі Бузідоні рідко потрапляв до складу. Ситуація змінилась після річної оренди в команду «Понціана». Повернувшись у Трієстіну 1935 року, Бузідоні уже грав більш-менш стабільно, неодноразово відзначався забитими голами. Основна позиція, на якій його використовували - центр нападу. Сезон 1937/38 вийшов для Луїджі менш вдалим, ніж два попередніх, і по його завершенні футболіст перейшов до складу «Ювентуса». 
Влітку 1938 року брав участь у матчах Кубка Мітропи. «Ювентус» дістався півфінальної стадії, перемігши Хунгарію (Будапешт) (3:3, 6:1) і Кладно (4:2, 2:1). В цих матчах Бузідоні забив три голи. В 1/2 фіналу «стара синьйора» у першій грі перемогла з рахунком 3:2 «Ференцварош», але у матчі-відповіді поступилась 0:2 і вибула зі змагань. В «Ювентусі» Бузідоні використовували на незвичній позиції лівого крайнього нападника. Після результативного старту в Кубку Мітропи, в Серії А з голами у Луїджі не склалось: жодного забитого м'яча в 16 матчах.
В 1939 році він переходить до складу «Венеції», де у першому сезоні грає стабільно в основі зліва в нападі. Наступного року Бузідоні починає рідше потрапляти в склад. В чемпіонаті він виходив на поле в 12 матчах, а ось у кубку Італії не зіграв жодного матчу, тому лише формально може вважатись його переможцем. 
Далі виступав у команді «Фіумана» та знову в «Венеції». 
Завершив ігрову кар'єру в команді «Ночеріна», за яку виступав протягом 1946—1950 років.

## Кар'єра тренера
Розпочав тренерську кар'єру, ще продовжуючи грати на полі, 1945 року, очоливши тренерський штаб клубу «Монтебеллуна». 1953 року став працювати в команді «Тревізо», спочатку як помічник тренера, а потім як головний тренер. 
Останнім місцем тренерської роботи був клуб «Сан Дона», головним тренером команди якого Луїджі Бузідоні був з 1955 по 1956 рік.

## Статистика виступів

### Статистика виступів у кубку Мітропи
| №                      | Розіграш               | Стадія                 | Дата та місце проведення | Команда 1              | Рахунок                                            | Команда 2           | Голи та інші дії |
| ---------------------- | ---------------------- | ---------------------- | ------------------------ | ---------------------- | -------------------------------------------------- | ------------------- | ---------------- |
| 1                      | 1938                   | 1/8                    | 26.06.1938, Будапешт     | Хунгарія (Будапешт)    | 3:3 [Архівовано 27 лютого 2021 у Wayback Machine.] | Ювентус             | 36'              |
| 2                      | 1938                   | 1/8                    | 3.07.1938, Турин         | Ювентус                | 6:1 [Архівовано 14 квітня 2015 у Wayback Machine.] | Хунгарія (Будапешт) | 39'              |
| 3                      | 1938                   | 1/4                    | 10.07.1938, Турин        | Ювентус                | 4:2 [Архівовано 8 травня 2013 у Wayback Machine.]  | Кладно              | 5'               |
| 4                      | 1938                   | 1/4                    | 17.07.1938, Кладно       | Кладно                 | 1:2 [Архівовано 17 жовтня 2020 у Wayback Machine.] | Ювентус             |                  |
| 5                      | 1938                   | 1/2                    | 24.07.1938, Турин        | Ювентус                | 3:2 [Архівовано 12 травня 2021 у Wayback Machine.] | Ференцварош         |                  |
| 6                      | 1938                   | 1/2                    | 31.07.1938, Будапешт     | Ференцварош            | 2:0 [Архівовано 22 квітня 2021 у Wayback Machine.] | Ювентус             |                  |
| Всього у кубку Мітропи | Всього у кубку Мітропи | Всього у кубку Мітропи | Всього у кубку Мітропи   | Всього у кубку Мітропи | 6                                                  |                     | 3                |

## Титули і досягнення
- Володар Кубка Італії (1):

«Венеція»: 1940-1941
- Переможець Серії С (1):

«Ночеріна»: 1946-1947